# ミッチェル郡 (ジョージア州)
ミッチェル郡（Mitchell County）は、アメリカ合衆国ジョージア州にある郡である。人口は2万3498人（2010年）。郡庁所在地はカミラである。

## 地理
アメリカ合衆国統計局によると、この郡は総面積1,331 km2 (514 mi2) である。このうち1,326 km2 (512 mi2) が陸地で5 km2 (2 mi2) が水地域である。総面積の0.36%が水地域となっている。

## 人口動勢
2000年現在の国勢調査で、この郡は人口23,932人、8,063世帯、及び5,934家族が暮らしている。人口密度は18/km2 (47/mi2) である。7/km2 (17/mi2) の平均的な密度に8,880軒の住宅が建っている。この郡の人種的な構成は白人49.57%、アフリカン・アメリカン47.86%、先住民0.20%、アジア0.27%、太平洋諸島系0.05%、その他の人種1.34%、及び混血0.99%である。ここの人口の0.70%はヒスパニックまたはラテン系である。
この郡内の住民は27.30%が18歳未満の未成年、18歳以上24歳以下が9.90%、25歳以上44歳以下が29.40%、45歳以上64歳以下が21.60%、及び65歳以上が11.70%にわたっている。中央値年齢は34歳である。女性100人ごとに対して男性は103.50人である。18歳以上の女性100人ごとに対して男性は101.00人である。
この郡内の世帯ごとの平均的な収入は26,581米ドルであり、家族ごとの平均的な収入は31,262米ドルである。男性は25,130米ドルに対して女性は19,582米ドルの平均的な収入がある。この郡の一人当たりの収入 (per capita income) は13,042米ドルである。人口の26.40%及び家族の22.30%は貧困線以下である。全人口のうち18歳未満の38.50%及び65歳以上の20.30%は貧困線以下の生活を送っている。

## 都市及び町
- ベーコントン (Baconton)
- カミラ (Camilla)
- Meigs
- Pelham
- セールシティ (Sale City)